# 以鸟类为载体的网际协议

根据RFC 1149，鴿子也可以傳送封包

以鸟类为载体的网际协议（英語：IP over Avian Carriers，缩写IPoAC）是一个理论上使用信鸽等鸟类来传输网际协议（IP）数据的通讯提案，也称信鸽IP网络、鸽联网。
IPoAC最初由互联网国际标准机构在RFC 1149中提出（1990年4月1日，愚人節RFC），作者为D. Waitzman。尽管互联网国际标准机构经常在4月1日发布一些恶搞之作，他们还是让这个提案看上去像是一个真的、非虚构的提案。其後，互联网国际标准机构於1999年愚人節發表了RFC 2549，為IPoAC「加上」QoS功能，作者同樣是D. Waitzman。
在2011年愚人節，互联网国际标准机构再發表了《RFC 1149在IPv6的應用》（RFC6214）。
IPoAC曾经被成功实验，但是9个封包中只有4个封包成功传送（9只鸽子只有4只飞抵目的地），丢包（未飞抵目的地）率55%（由用户失误造成），响应时间（飞行花费时间）从54分钟到1.77小时不等。因此，该技术的延迟问题严重。但是，该技术可以由数据封包本身增大而得到大幅改进，如使用信鸽携带大容量存储卡。

## 实验
在2001年4月28日，IPoAC曾被卑爾根的一个Linux用户组成功实验，当时该协议被命名为CPIP（Carrier Pigeon Internet Protocol， 鸽载互联网协议）。他们往一个距离约5公里远的目标发送了9个数据包，每个数据包中包含一条ping报文（ICMP Echo Request），各由一只鸽子承载，最后收到了4条响应。
```
-{}-
脚本开始于 2001年 4月 28日 星期六 11:24:09
$ /sbin/ifconfig tun0
tun0      Link encap:Point-to-Point Protocol
          inet addr:10.0.3.2  P-t-P:10.0.3.1  Mask:255.255.255.255
          UP POINTOPOINT RUNNING NOARP MULTICAST  MTU:150  Metric:1
          RX packets:1 errors:0 dropped:0 overruns:0 frame:0
          TX packets:2 errors:0 dropped:0 overruns:0 carrier:0
          collisions:0
          RX bytes:88 (88.0 b)  TX bytes:168 (168.0 b)

$ ping -c 9 -i 900 10.0.3.1
PING 10.0.3.1 (10.0.3.1): 56 字节的数据。
64 字节，来自 10.0.3.1: icmp_seq=0 ttl=255 时间=6165731.1 毫秒
64 字节，来自 10.0.3.1: icmp_seq=4 ttl=255 时间=3211900.8 毫秒
64 字节，来自 10.0.3.1: icmp_seq=2 ttl=255 时间=5124922.8 毫秒
64 字节，来自 10.0.3.1: icmp_seq=1 ttl=255 时间=6388671.9 毫秒

--- 10.0.3.1 ping 统计 ---
已发送 9 个包， 已接收 4 个包, 55% packet loss
round-trip min/avg/max = 3211900.8/5222806.6/6388671.9 ms

脚本结束于 2001年 4月 28日 星期六 14:14:28

```

该实验曾在法国国民议会中被议员马蒂娜·比亚尔提及，用于对抗HADOPI互联网版权法案。史蒂夫·萨维茨基（Steve Savitzky）创作的歌曲《Paper Pings》中也提及了该实验。

## 风险
2005年12月，高德纳咨询公司在一篇关于禽流感的报告中给出的结论“大型传染病不会直接对信息系统造成影响”，因为忽视了RFC 1149和RFC 2549而受到了幽默的批评。
对该协议的已知威胁包括：

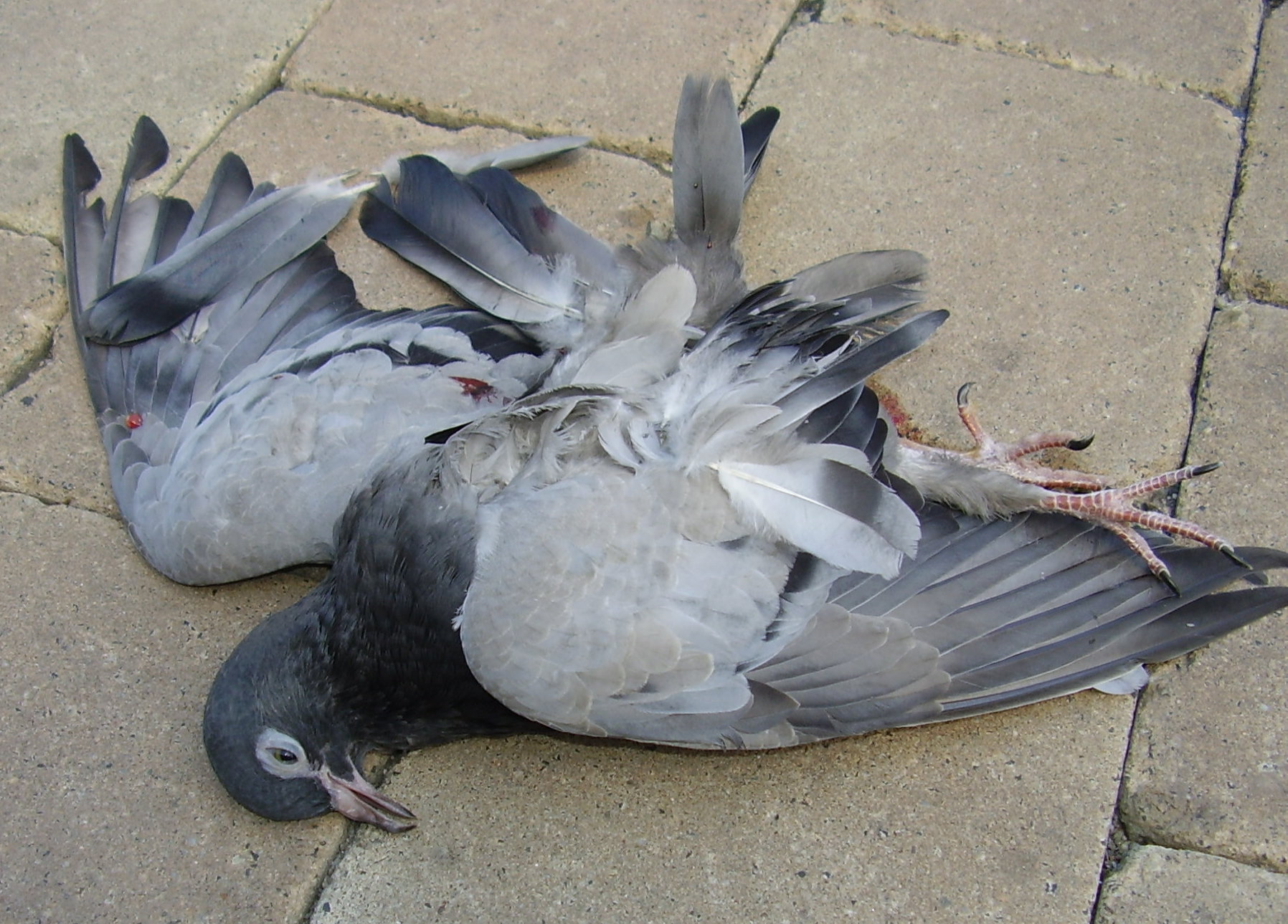
一种典型的丢包情形

- 载体遭受来自猛禽的攻击。 RFC2549：「封包可能意外地进入鹰的体内，并导致解包过程的混乱以及数据包的损坏。」
- 载体被风暴吹离航线。RFC1149：「虽然广播没有被指定，但是风暴却可以导致数据丢失。」
- 缺乏可用的本地载体。RFC6214：「在某些地方，例如新西兰，绝大多数的载体只能进行短程跳跃，并且仅会在背景光子辐射极低的情况下进行。」这指的是鹬鸵无法飞行以及只在夜间活动的习性。
- 可用物种的消失。例如旅鸽的灭绝。
- 感染载体的疾病。RFC6214：「已知有被H5N1病毒感染的风险。」
- 对多播通讯的支持受制于载体的归巢（Homing）能力。RFC6214：「......（载体）似乎并没有多巢（Multihoming）的天赋，并且在多巢的尝试中往往会陷入路由循环（英语：Routing loop）。」

## 其他信鸽数据传输方法
户外摄影师经常使用信鸽作为传输数码照片的工具。信鸽可以用一小时跨越约30英里距离传输数十GiB的数据（携带存储设备），速度比一般的ADSL快很多。即使将存储卡丢失因素也考虑进去，依然不失为一个值得考虑的数据传输方法。
这种简单的大容量传输并不使用IP协议。